# 펠림 드류

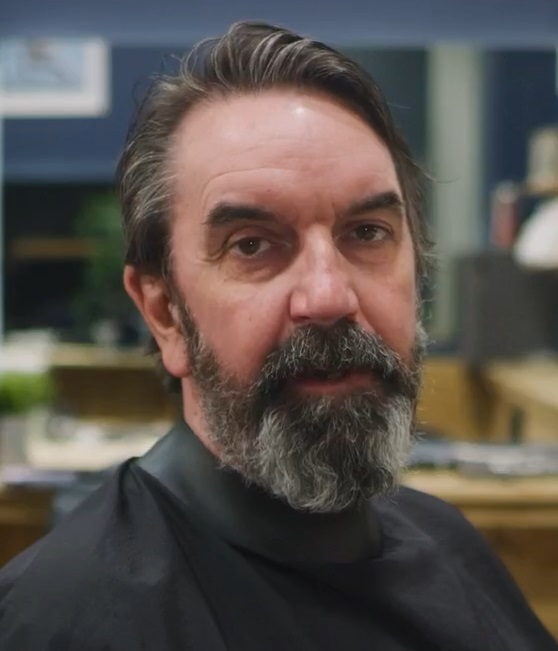

펠림 드류(Phelim Drew, 1969년 1월 1일 ~ )는 아일랜드의 배우이다.

## 영화
- 더 드러머 앤 더 키퍼 (2017년)
- 이스케피스트 (2008년)
- 당신과 혹은 당신없이 (1999년)
- 더 네퓨 (1998년)
- 아일랜드의 연풍 (1994년)
- 의문의 상속자 (1993년)
- 오씨 (1992년)